# Risön, Tierps kommun
Risön, gammal by/gård i naturreservatet Florarna i Tierps kommun.
Risön är idag en vacker gammal gård belägen mitt i storskogen. Gårdens närmaste omgivningar präglas dock av gamla hagmarker.
Gårdens ursprungliga invånare var skogvaktare och skogsbruket har präglat gården/byn genom alla tider.
Idag ägs gården av Naturvårdsverket i och med att den ingår i naturreservatet Florarna. Byggnaderna används idag som lägergård åt skolor och friluftsorganisationer. I själva byggnaderna finns plats för ca 30-40 övernattande. Förvaltning och uthyrning sker genom Tierps kommun.
Upplandsleden passerar gården och här har vandrare en öppen stuga med britsar för övernattning.
Från Risön utgår flera vandringsleder i Florarna. Ett antal längre och en kortare runda kallad "Hagels runda" efter Holger Hagel som var tillsynsman i reservatet under många år.